# Nipe-Sagua-Baracoa

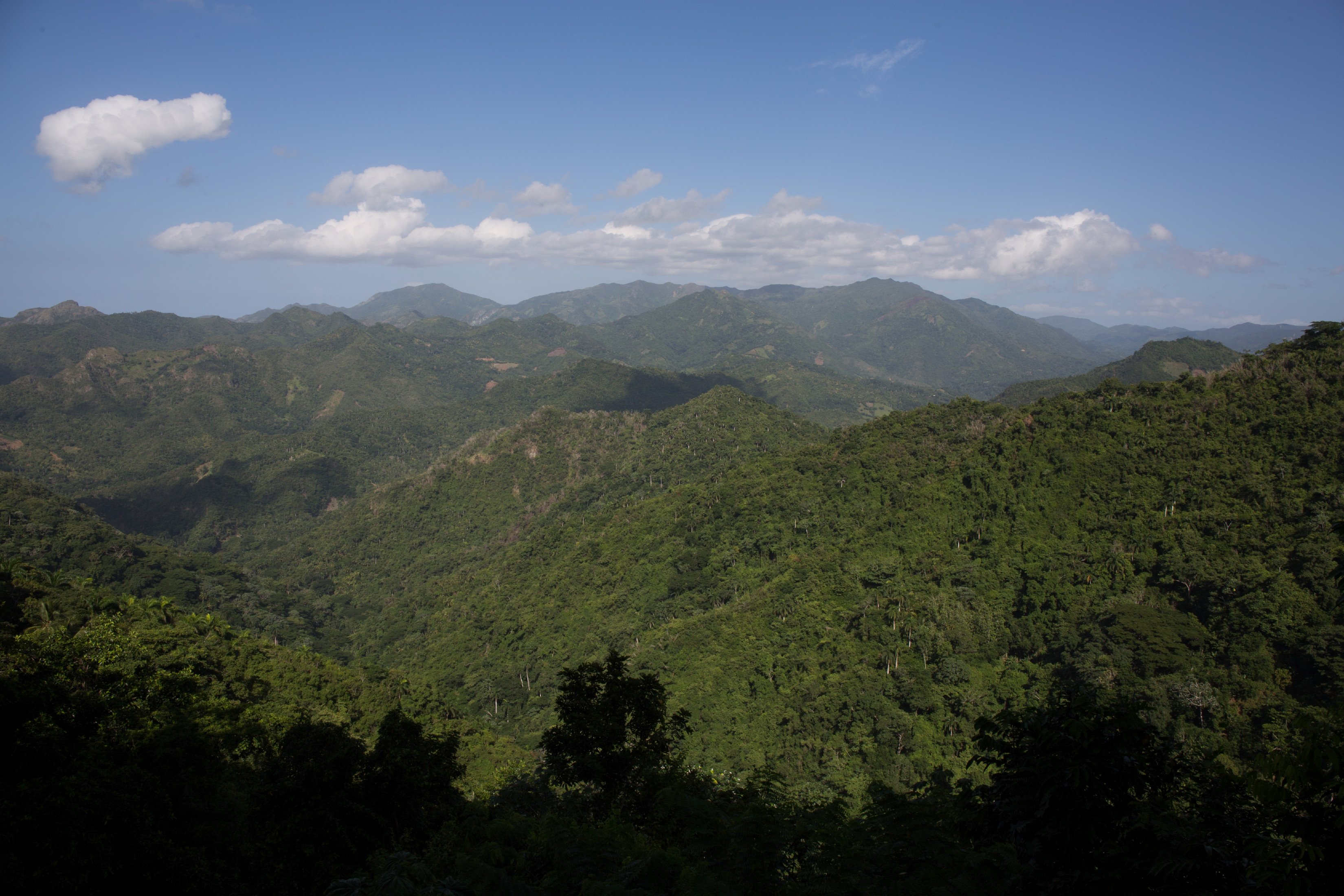
Cuchillas de Toa vista de Farola

El macizo Nipe-Sagua-Baracoa es un grupo montañoso que se encuentra dividido entre las provincias orientales de Guantánamo y Holguín (Cuba) así como la parte más norte de la provincia de Santiago de Cuba. Posee una extensión geográfica de 187 km de largo y 50 km de ancho. El macizo se distingue por poseer la mayor diversidad de paisajes y vegetación de Cuba y del Caribe.

## Situación hidrográfica
El grupo montañoso posee las mayores reservas hidrográficas de Cuba. En ella se hallan las cuencas de los tres ríos más grandes del país: el río Mayarí el Toa (el más caudaloso de Cuba) y Sagua de Tánamo.

## Otros proyectos
- Wikimedia Commons alberga una categoría multimedia sobre Nipe-Sagua-Baracoa.

- Datos: Q6043269
- Multimedia: Nipe-Sagua-Baracoa / Q6043269